# Marquesat de Riestra
El Marquesat de Riestra és un títol nobiliari espanyol creat el 12 de maig de 1893 pel rei Alfons XIII a favor de José María Riestra y López, Senador del Regne, diputat a Corts per Pontevedra, província amb la qual tant ell com la seva família estaven molt units, i més concretament al municipi d'A Caeira, on posseïa grans finques, així com el palau familiar, la fàbrica de maons, etc.

## Marquesos de Riestra
|                         | Titular                     | Període                 |
| Creació per Alfons XIII | Creació per Alfons XIII     | Creació per Alfons XIII |
| ----------------------- | --------------------------- | ----------------------- |
| I                       | José María Riestra y López  | 1893-1923               |
| II                      | Raimundo Riestra y Calderón | 1923-1967               |
| III                     | Antonio Riestra del Moral   | 1968-1984               |
| IV                      | José María Riestra Pita     | 1985-actual titular     |

## Història dels Marquesos de Riestra
- José María Riestra y López (1852-1923), I marquès de Riestra.

1. Casat amb María Calderón y Ozores, filla de Vicente Calderón y Orcio, III comte de San Juan. El succeí el seu fill:

- Raimundo Riestra y Calderón (1882-1967), II marqués de Riestra.

1. Casat amb María del Moral y Sanjurjo, filla del polític Antonio del Moral López. El succeí el seu fill:

- Antonio Riestra del Moral (1909-1984), III marquès de Riestra.

1. Casat amb Mercedes Pita Arechabala. El succeí el seu fill:

- José María Riestra Pita (n. en 1946), IV marquès de Riestra.

1. Casat amb María Gabriela Marín Folgueras